# Kurao Pagang
Kurao Pagang is een bestuurslaag in het regentschap Padang van de provincie West-Sumatra, Indonesië. Kurao Pagang telt 11.459 inwoners (volkstelling 2010).